# Jaime Vieira Rocha
Jaime Vieira Rocha (ur. 30 marca 1947 w Tangará) – brazylijski duchowny katolicki, arcybiskup metropolita Natalu w latach 2012–2023.

## Życiorys
1 lutego 1975 otrzymał święcenia kapłańskie. Inkardynowany do archidiecezji Natal, rozpoczął pracę jako proboszcz w Pendências, zaś w 1987 został rektorem diecezjalnego seminarium. Ponadto pełnił funkcje m.in. wikariusza biskupiego ds. duszpasterstwa społecznego oraz koordynatora ds. powołań i posług kościelnych.
29 listopada 1995 został mianowany biskupem ordynariuszem diecezji Caicó. Sakry biskupiej udzielił mu w Rzymie 6 stycznia 1996 papież Jan Paweł II.
16 lutego 2005 został ordynariuszem diecezji Campina Grande, zaś 23 kwietnia 2005 kanonicznie objął rządy.
21 grudnia 2011 papież Benedykt XVI mianował go arcybiskupem metropolitą Natal. Ingres odbył się 26 lutego 2012.
5 lipca 2023 papież Franciszek przyjął jego rezygnację z pełnionej funkcji.